# Roewe RX3
Der Roewe RX3 ist ein Kompakt-SUV der zum SAIC-Konzern gehörenden chinesischen Automobilmarke Roewe.

## Geschichte
Vorgestellt wurde das Fahrzeug im August 2017 im Rahmen der Chengdu Auto Show. In China wurde es ab November 2017 verkauft. Eine überarbeitete Version der Baureihe präsentierte Roewe im März 2021. Die Plattform teilt sich der RX3 mit dem MG ZS.
Auf dem RX3 basiert der im Mai 2022 vorgestellte Roewe Lomemo. Im Gegensatz zum RX3 hat er aber einen Hybridantrieb.

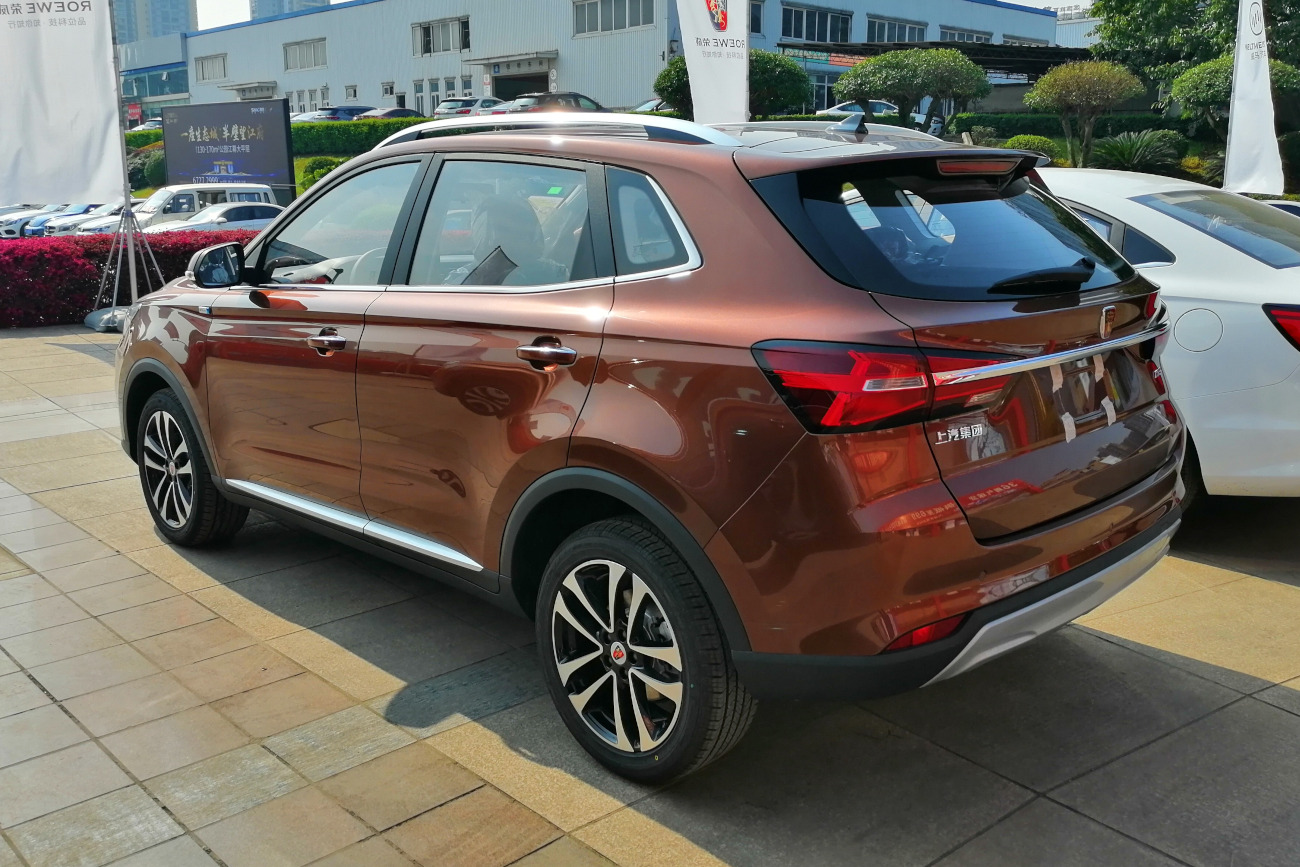
Heckansicht
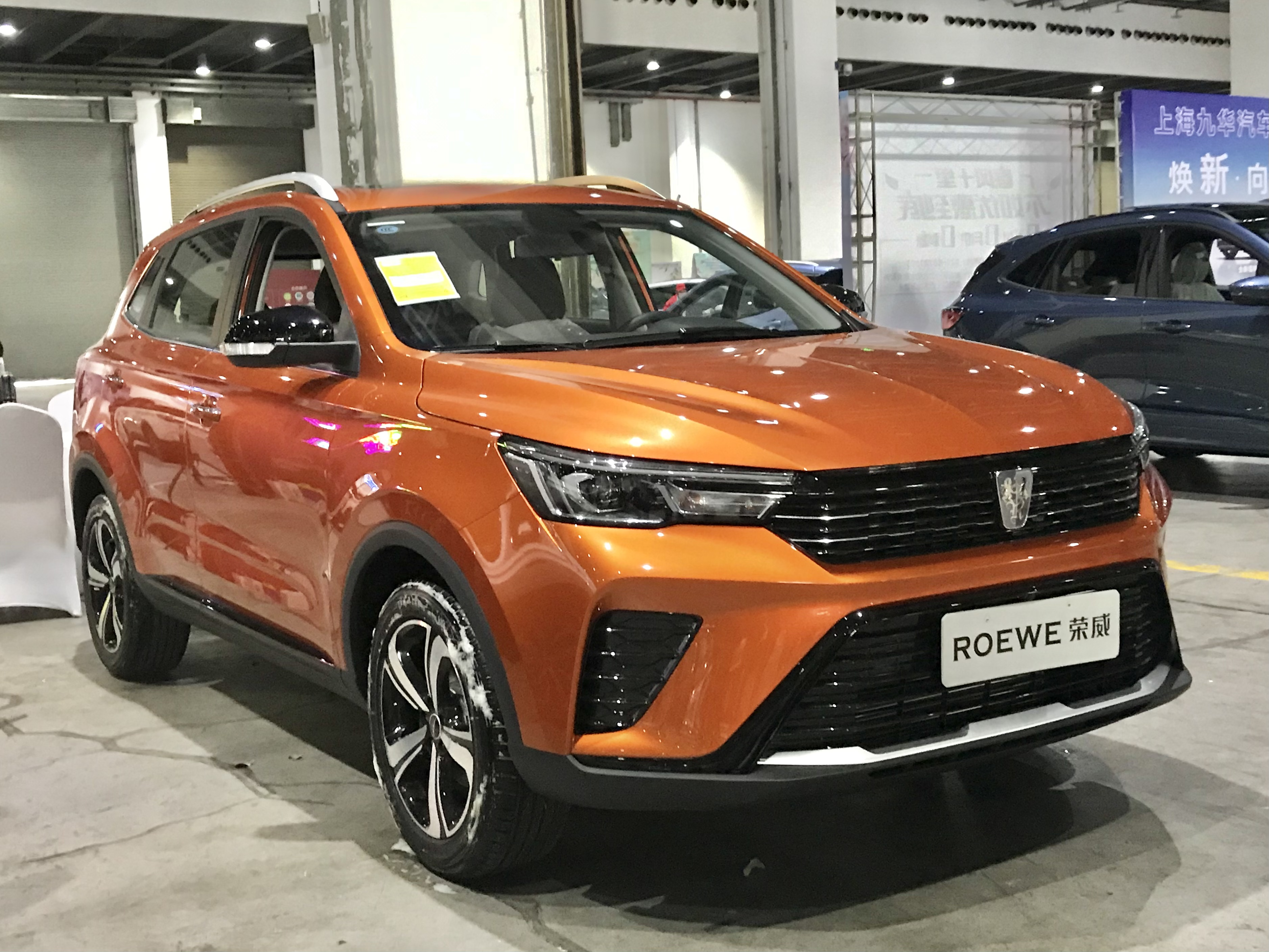
Roewe RX3 (2021–2023)
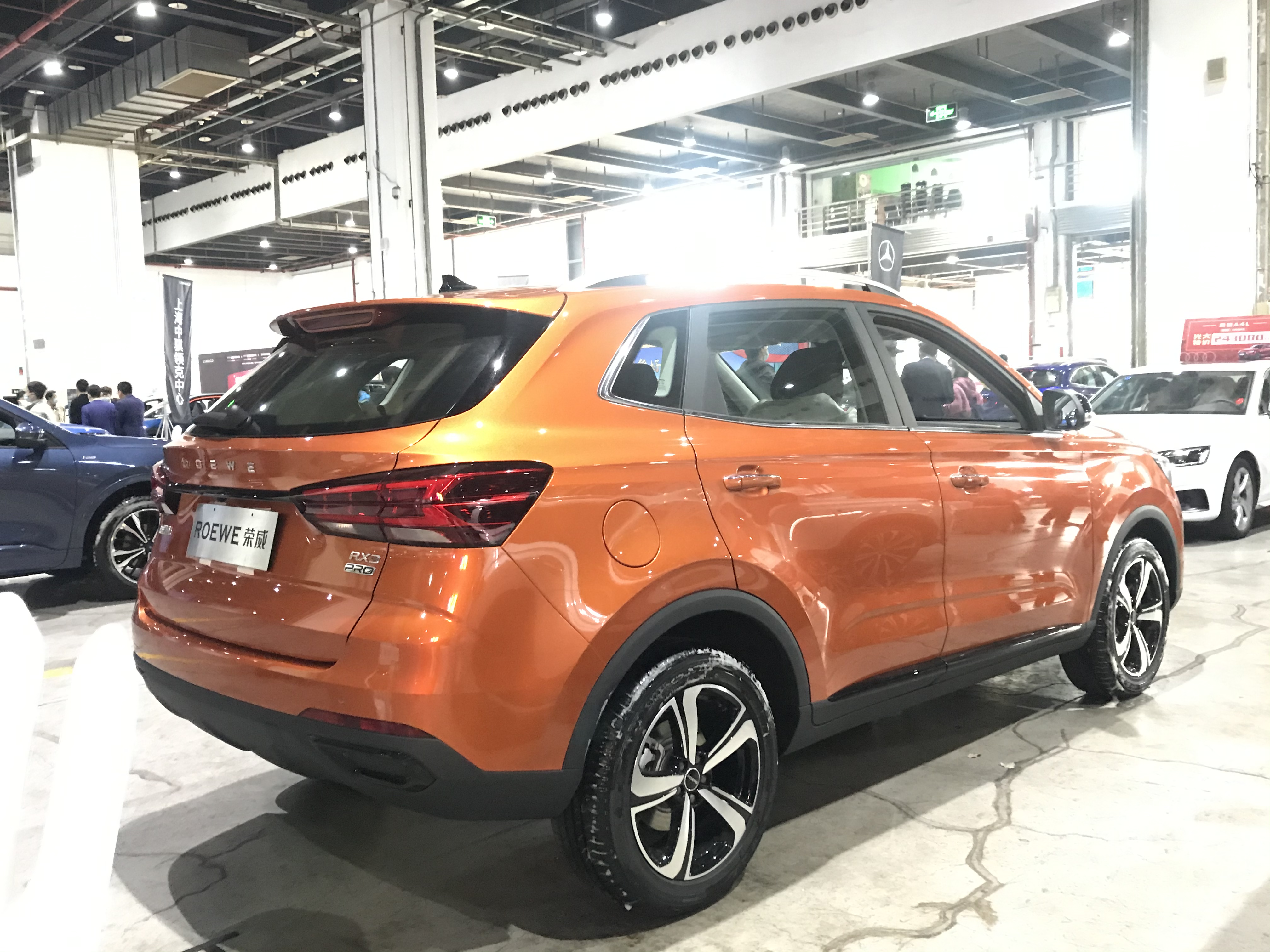
Heckansicht

## Technische Daten
Angetrieben wird der Wagen entweder von einem 92 kW (125 PS) starken 1,6-Liter-Ottomotor oder einem 120 kW (163 PS) starken 1,3-Liter-Ottomotor. Im Juni 2019 wurden die Motoren auf die Abgasnorm China VI umgestellt.
|                                             | 1.6                       | 18T                        |
| Bauzeitraum                                 | 11/2017–09/2023           | 11/2017–03/2021            |
| Motorkenndaten                              |                           |                            |
| Motortyp                                    | R4-Ottomotor              | R4-Ottomotor               |
| Motoraufladung                              | —                         | Turbolader                 |
| Hubraum                                     | 1598 cm³                  | 1349 cm³                   |
| max. Leistung bei min−1                     | 92 kW (125 PS) / 6000     | 120 kW (163 PS) / 5200     |
| max. Drehmoment bei min−1                   | 158 Nm / 4500             | 230 Nm / 1800–4400         |
| Kraftübertragung                            |                           |                            |
| Antrieb, serienmäßig                        | Vorderradantrieb          | Vorderradantrieb           |
| Getriebe, serienmäßig                       | 5-Gang-Schaltgetriebe     | 6-Stufen-Automatikgetriebe |
| Getriebe, optional                          | (Stufenloses Getriebe)    | —                          |
| Messwerte                                   |                           |                            |
| Höchstgeschwindigkeit                       | 175 km/h (175 km/h)       | k. A.                      |
| Beschleunigung, 0–100 km/h                  | 10,0 s (11,8 s)           | k. A.                      |
| Kraftstoffverbrauch auf 100 km (kombiniert) | 6,1 l Super [6,3 l Super] | 6,6 l Super                |
| Tankinhalt                                  | 48 l                      | 48 l                       |

* Werte in runden Klammern gelten für Modelle mit optionalem Getriebe.